# Adenodolichos
Adenodolichos é um género botânico pertencente à família Fabaceae.

## Espécies
- Adenodolichos acutifoliolatus
- Adenodolichos adenophorus
- Adenodolichos anchietae
- Adenodolichos baumii
- Adenodolichos bequaerti
- Adenodolichos brevipetiolatus
- Adenodolichos bussei
- Adenodolichos caeruleus